# Žlučová kapilára
Žlučová kapilára je prvním úsekem žlučových cest v játrech. Je to trubice se stěnou tvořenou dvěma či třemi k sobě přiléhajícími hepatocyty, které na svém žlučovém pólu utvoří potřebný prostor vchlípením cytoplasmy a jeho utěsněním buněčnými spoji, kromě desmozomů také těsnými spoji (tight junction) a vodivými spoji (gap junction). Cytoplasmatická membrána směřující dovnitř žlučové kapiláry se vychyluje v pravidelné mikroklky, které jsou vyztužené aktinovými mikrofilamenty. Dovnitř žlučových kapilár je vylučována žluč. Kapiláry tvoří bohatě anastomózující síť uvnitř jaterních lalůčků a v mezerách mezi trámci jaterních buněk se postupně spojují v intralobulární žlučovody většího průměru, které směřují k portobiliárním prostorům v místech styku tří sousedících lalůčků. Zde přecházejí v Heringovy kanálky, které dále ústí do větších intralobulárních žlučovodů.